# اوربن کنسلر
اوربن کنسلر (انگلیسی: Urbain Cancelier؛ زادهٔ ۲ اوت ۱۹۵۹) بازیگر اهل فرانسه است.
از فیلم‌ها یا برنامه‌های تلویزیونی که وی در آن نقش داشته‌است می‌توان به تعطیلات مستر بین، آملی، مسخره، یکشنبه طولانی نامزدی، کلاف سردرگم، گوژپشت، یک روز در موزه و معجون زمان ۴ اشاره کرد.